# Восточный хребет (Сахалин)
Не следует путать с Восточно-Сахалинскимие горами.
Восто́чный хребе́т — горный хребет в восточной части полуострова Шмидта на острове Сахалин.
Протяжённость хребта составляет 50 км, ширина — 14 км. Средняя высота — от 300 до 500 м, максимальная — 623 м (вершина Второй Брат). На склонах произрастает еловая тайга, на выровненных поверхностях — каменноберёзовое криволесье. Пригребневые части склонов и прибрежные подножия занимают заросли кедрового стланика.